# 가오쯔치
고재기(高梓淇, 가오쯔치, 1981년 4월 30일 ~ )은 중국의 배우이며, 육상선수 출신이다.

## 학력
- 상해 희극 대학교

## 연기 활동

### 드라마
- 2004년 《진왕 이세민 (秦王李世民)》
- 2006년 《설인귀전기 (薛仁貴傳奇)》
- 2007년 《흡동학소년 (恰同學少年)》
- 2010년 《활불제공 (活佛濟公)》
- 2011년 《신 황제의 딸 (新還珠格格)》
- 2011년 《태평공주 (太平公主祕史)》
- 2012년 《아가유희 (我家有喜)》
- 2013년 《화비화, 무비무 (花非花，霧非霧)》
- 2013년 《이씨가문 (李家大院)》
- 2014년 《신경화연운 (新京華煙雲)》
- 2014년 《사아전기 (傻兒傳奇)》

## 같이 보기
- 채림